# Creedence Clearwater Revival (album)
Creedence Clearwater Revival este primul album al trupei americane Creedence Clearwater Revival, lansat în 1968. 
Melodia "Porterville"  a apărut pe coloana sonoră a filmului Into The Wild (2007).

## Tracklist
1. "I Put a Spell on You" (Screamin' Jay Hawkins) (4:33)
2. "The Working Man" (3:04)
3. "Susie Q" (Eleanor Broadwater, Dale Hawkins, Stanley Lewis) (8:37)
4. "Ninety-Nine and a Half (Won't Do)" (Steve Cropper, Eddie Floyd, Wilson Pickett) (3:39)
5. "Get Down Woman" (3:09)
6. "Porterville" (2:24)
7. "Gloomy" (3:51)
8. "Walk on The Water" (John Fogerty, Tom Fogerty) (4:40)

- Toate cântecele au fost scrise de John Fogerty cu excepția celor notate.

## Single-uri
- "Porterville" (1967 - lansat de formație pe când aceasta se numea The Golliwogs)
- "Susie Q" (1968)
- "I Put a Spell on You" (1968)
- "Walk on The Water" (1968)

## Componență
- Doug Clifford - baterie, bas
- Stu Cook - chitară bas, tobe
- John Fogerty - chitară, voce principală
- Tom Fogerty - chitară ritmică, voce